# Les Jönsson ont la fièvre de l'or
Pour plus de détails, voir Fiche technique et Distribution.
Les Jönsson ont la fièvre de l'or (titre original : Jönssonligan får guldfeber, litt. « Le Gang Olsen attrape la fièvre de l'or ») est un film suédois réalisé par Mikael Ekman, sorti en 1984.
Il fait partie d'une série de films basée sur les personnages créés par Erik Balling et Henning Bahs.

## Fiche technique
- Titre : Les Jönsson ont la fièvre de l'or
- Titre original : Jönssonligan får guldfeber
- Réalisation : Mikael Ekman
- Scénario : Henning Bahs, Erik Balling et Rolf Börjlind d'après les personnages créés par Erik Balling et Henning Bahs
- Musique : Ragnar Grippe
- Producteurs : Ingemar Ejve et Björn Henricson
- Sociétés de production : Svenska AB Nordisk Tonefilm, Svensk Filmindustri
- Société de distribution : Institut suédois du film
- Pays d’origine : Suède
- Langue : suédois
- Format : couleur - 35 mm - son Dolby
- Genre : Comédie
- Durée : 97 minutes
- Dates de sortie : 
  - Suède :  19 octobre 1984

## Distribution
(août 2015).
- Gösta Ekman : Charles-Ingvar « Sickan » Jönsson
- Ulf Brunnberg : Ragnar Vanheden
- Björn Gustafson : Harry la Dynamite
- Birgitta Andersson : Doris
- Per Grundén : Wall-Enberg
- Carl Billquist : Kriminalinspektör Persson
- Weiron Holmberg : Biffen
- Sten Ljunggren : Fritz Müllweiser
- Jan Waldekranz : Kriminalassistent Gren